# Neko Entertainment
La Neko Entertainment è una società francese che produce videogiochi per consoles e PC dal 1999.
Ha prodotto videogiochi per Game Boy Advance, GameCube, Nintendo DS, PlayStation 2, PSP, Wii, Windows e Xbox 360.

## Giochi sviluppati
- Arthur e il popolo dei Minimei per Nintendo DS (2007) - prodotto da Atari
- Bratz Kidz per Nintendo DS e Wii (2008) - prodotto da The Game Factory
- Bratz Ponyz 2 per Nintendo DS (2008) - prodotto da The Game Factory
- Build-A-Bear Workshop: A Friend Fur All Seasons per Wii (2008) - prodotto da The Game Factory
- Build-A-Bear Workshop per Nintendo DS (2007) - prodotto da The Game Factory
- Charlie's Angels per GameCube e PlayStation 2 (2003) - prodotto da Ubisoft
- Cocoto Fishing Master per PlayStation 2 e WiiWare (2007) - prodotto da BigBen Interactive
- Cocoto Kart Racer per Game Boy Advance, GameCube, Nintendo DS, PlayStation 2, Wii e Windows (2005) - prodotto da BigBen Interactive e Conspiracy Entertainment
- Cocoto Magic Circus per PlayStation 2, GameCube e Wii (2006) - prodotto da BigBen Interactive
- Cocoto Platform Jumper per GameCube, PlayStation 2, Windows e Wii (2004) - prodotto da BigBen Interactive
- Code Lyoko: Quest for Infinity per PlayStation 2, PSP e Wii (2008) - prodotto da The Game Factory
- Crazy Frog Racer 2 per PlayStation 2 e Windows (2007) - prodotto da Valcon Games e Digital Jesters
- Crazy Frog Racer per PlayStation 2 e Windows (2005) - prodotto da Digital Jesters
- Franklin: A Birthday Surprise per PlayStation 2 (2006) - prodotto da The Game Factory
- Franklin's Great Adventures per Game Boy Advance e Nintendo DS (2006) - prodotto da The Game Factory
- Go West! A Lucky Luke Adventure per Nintendo DS (2007) - prodotto da Atari
- Heracles Chariot Racing per PlayStation 2 e WiiWare (2007) - prodotto da Midas Interactive
- Legend of the Dragon per PlayStation 2, PSP e Wii (2007) - prodotto da The Game Factory
- Maestro! Jump in Music per Nintendo DS (2009) - prodotto da Pastagames
- Marvel Super Heroes 3D: Grandmaster's Challenge per Wii (2010) - prodotto da BigBen Interactive
- Postman Pat and the Greendale Rocket per Game Boy Advance (2007) - prodotto da The Game Factory
- Puddle per PlayStation 3, Xbox 360, e PlayStation Vita
- Super Army War per Game Boy Advance (2005) - prodotto da  Neko Entertainment
- WWF Panda Junior per Windows (2004) - prodotto da SG Diffusion

## Giochi pubblicati
- Super Army War per Game Boy Advance (2005) - sviluppato da Neko Entertainment